# Manica (distrito)

localização do distrito de Manica em Moçambique

Manica é um distrito da província de Manica, em Moçambique, com sede na cidade de Manica. Tem limite, a norte com o distrito de Bárue, a oeste com o Zimbabwe, a sul com o distrito de Sussundenga e a leste com o distrito de Vanduzi. Em 2013, o distrito perdeu o posto administrativo de Vanduzi devido à sua elevação a distrito.
De acordo com o censo de 1997, o distrito tinha 155 731 habitantes e uma área de 4 391 km², daqui resultando uma densidade populacional de 35,5 h/km². Estes dados incluem a cidade e município de Manica, cujo estatuto foi decretado em 1998.

## Divisão Administrativa
O distrito está dividido em três postos administrativos, Machipanda, Messica e Mavonde, compostos pelas seguintes localidades:
- Posto Administrativo de Machipanda:
  - Machipanda
  - Maridza
  - Muzongo
- Posto Administrativo de Messica:
  - Bandula
  - Chinhambuzi
  - Vila de Messica
  - Nhaucaca
- Posto Administrativo de Mavonde:
  - Chitunga
  - Mavonde